# Gabrielle Givens
Gabrielle 'Gabbe' Givens es una ángel caído, quien estaba postrada al lado de Dios, ella al igual que Lucinda eran las terceras en la lista de sucesión y uno de los ángeles más poderosos, ella aparece en toda la saga de Oscuros, escrita por la autora Lauren Kate, el primer libro salió el 8 de diciembre del 2009.
En la próxima película de Oscuros, la actriz Hermione Corfield es quien de vida a Gabbe.
Gabbe y Luce al principio tuvieron un pequeño rose, por un malentendido de Luce, pero al final comprende que Gabbe solo quiere ser su amiga y estar cerca de ella, en Espada y Cruz, ambas llegan al mismo tiempo, al igual que Cam, pero la llegada de Luce al reformatorio la sorprende.

## Biografía
Gabrielle fue echa y creada por Dios (Trono, llamado así por los ángeles) para adorarlo, ella es la mano derecha y la más cercana al Trono, Gabbe ocupó el mismo a ciento que Luce, pero luego que Lucifer se revelara ella paso a ocupar su lugar, Gabbe también es mencionada como la secretaria personal del Trono, todos los mandatos que comandaba a menudo ella los hacía.
En la historia la vida pasada de Gabbe no es relatada a profundidad y tampoco como era su vida en el cielo, pero Lauren siempre menciona algunas vidas de ella, en especial una en particular, Gabbe fue la modela de Leonardo da Vinci en una de sus pinturas, la pintura se narra en uno de los capítulos de La trampa del amor, Gabbe es descrita como la modelo personal de da Vinci, cuando la pintura es terminada ella aparece con un halo en su cabeza, Leonardo da Vinci formó el halo de luz describiéndolo como la luz que emana de un ángel.
En otro capítulo se describe que Gabbe cautivo a un escultor y arquitecto, el año no es revelado o el siglo, pero se dice que podría ser entre 1887 o 1889, Gabbe a pesar de sus demás compañeros ángeles, comprendía muy bien las consecuencias de tener un amor en la tierra o más bien tener un amor con un ser humano, a pesar de ello Gabbe solía frecuentar al joven ya que también estuvo algo interesada en él; con sus halagos e inspiración para esculpir a Gabbe, ella se sentía alagada con este joven que se describía de 23 años, más tarde el joven le declaró su amor a lo cual Gabbe tuvo que rechazar, poco tiempo después el muchacho construyó un puente en el nombre de su amor y lo llamó Gabrielle. 
En la actualidad Gabbe entró al reformatorio de Espada y Cruz, se desconoce cuáles fueron las causas por las que fue ingresada y matriculada en la escuela, ella se sorprende cuando Luce llega a dicho reformatorio, ya que no esperaba encontrarla ahí, Cam quien ingreso también al mismo tiempo que las dos tiene una reacción muy diferente.
Ella y Luce no comienzan muy bien su relación, ya que Luce pensaba que entre ella y Daniel había algo, pero a como avanza la historia Luce se da cuenta de que no es así, si no todo lo contrario, Gabbe cuando se acerca a Daniel siempre es para darle consejos de que no se aleje de Luce o para que no se sienta solo por la decisión de no frecuentar a Luce en esta vida.
Gabbe al término del primer libro le afirma su lealtad y amistad a Luce, ella ya no es mencionada hasta el final de El poder de las sombras, al igual que en La trampa del amor, Gabbe solo aparece pocas veces, sin embargo en La primera maldición tiene un poco más de protagonismo.
El final de Gabbe es uno de los más apreciables y doloroso para Luce, ya que Gabbe se sacrifica junto con Molly para salvarla a ella y a Cam de unas Flechas Estelares que lanza Ms.Sophia,  ambas, Gabbe y Molly, se ponen en el camino de las Flechas matándolas, haciéndose polvo de ángel, el polvo significa la muerte y el fin de la existencia tanto carnal como espiritual de un ángel.
Al término del libro se sabe que Gabbe era el ángel guardián de Luce.

## Apariencia
Gabbe se describe con ojos azules, piel blanca brillante y cabello rubio y sedoso, tiene un cuerpo muy estético como modelo de revista, según Luce, suele ser muy atlética a pesar de su frágil comportamiento. Sus alas son grandes, blancas con destellos de color rosa muy finas, son alargadas con puntas al final y muy elegantes, al igual que Daniel, las alas de Gabbe también emanan un resplandor.

## Personalidad
Gabbe tiene una actitud muy elegante para dirigirse a los demás, algo que Luce siempre malinterpreto a inicios de Oscuros, ella suele ser muy expresiva con las personas que la rodean, es muy linda y hermosa. A pesar de usar el uniforme de Espada y Cruz a Gabbe le suele quedar muy bien el negro y el rosa, siempre lleva consigo en su cabello una cinta de arcoíris. Ella tiene un acento del sur, lo que nos podría indicar que estuvo o vivió en esta nueva década en algunos de los estados del sur de los Estados Unidos. Gabbe solía cuidar a Luce en todas sus vidas, algo en común en los ángeles, es por eso el sacrificio que hizo ella con Molly, su protección era tan grande hacia Luce, que no toleraba que Cam se le acercara, incluso en un capítulo de Oscuros se narra una pelea entre los dos, donde Cam termina derrotado por ella, Gabbe demostró una fuerza insuperable tirando el estereotipo de niña frágil y delicada que tenía.